# Fußball-Landesliga Schleswig-Holstein 1953/54
Die Landesliga Schleswig-Holstein wurde zur Saison 1953/54 das siebente Mal ausgetragen und bildete bis zur Saison 1962/63 den Unterbau der erstklassigen Oberliga Nord. Die beiden erstplatzierten Mannschaften durften an der Aufstiegsrunde zur erstklassigen Oberliga Nord teilnehmen, die Mannschaften auf den beiden Plätzen mussten in die Bezirksliga absteigen.

## Vereine
Im Vergleich zur Saison 1952/53 veränderte sich die Zusammensetzung der Liga folgendermaßen: Keine Mannschaft aus Schleswig-Holstein war in die Oberliga Nord auf- oder aus der Oberliga Nord abgestiegen. Die drei Absteiger VfL Bad Schwartau, Olympia Neumünster und TSV Neustadt hatten die Landesliga verlassen und wurden durch die drei Aufsteiger ATSV Lübeck, FC Holstein Segeberg und Gut-Heil Neumünster ersetzt.
| Verein               | Stadt           | Kreis              | Qualifikation                      |
| -------------------- | --------------- | ------------------ | ---------------------------------- |
| VfR Neumünster       | Neumünster      |                    | Meister 1952/53                    |
| LBV Phönix           | Lübeck          |                    | 2. Platz 1952/53                   |
| Heider SV            | Heide           | Norderdithmarschen | 3. Platz 1952/53                   |
| Itzehoer SV          | Itzehoe         | Steinburg          | 4. Platz 1952/53                   |
| Flensburg 08         | Flensburg       |                    | 5. Platz 1952/53                   |
| TSV Brunsbüttelkoog  | Brunsbüttelkoog | Süderdithmarschen  | 6. Platz 1952/53                   |
| Schleswig 06         | Schleswig       | Schleswig          | 7. Platz 1952/53                   |
| VfB Kiel             | Kiel            |                    | 8. Platz 1952/53                   |
| TSV Lägerdorf        | Lägerdorf       | Steinburg          | 9. Platz 1952/53                   |
| SV Friedrichsort     | Kiel            |                    | 10. Platz 1952/53                  |
| Eckernförder SV      | Eckernförde     | Eckernförde        | 11. Platz 1952/53                  |
| FC Kilia Kiel        | Kiel            |                    | 12. Platz 1952/53                  |
| Fortuna Glückstadt   | Glückstadt      | Steinburg          | 13. Platz 1952/53                  |
| ATSV Lübeck          | Lübeck          |                    | Aufsteiger aus der Bezirksliga Süd |
| FC Holstein Segeberg | Bad Segeberg    | Segeberg           | Aufsteiger aus der Bezirksliga Süd |
| Gut-Heil Neumünster  | Neumünster      |                    | Aufsteiger aus der Bezirksliga Ost |

## Saisonverlauf
Die Meisterschaft und damit die Teilnahme an der Aufstiegsrunde sicherte sich der Itzehoer SV. Als Zweitplatzierter durfte der Heider SV ebenfalls teilnehmen. Beide verpassten jedoch den Aufstieg.
Der LBV Phönix vertrat den Schleswig-Holsteinischen Fußballverband bei der deutschen Amateurmeisterschaft 1954, in der er sich in der Vorrunde gegen TSV Uetersen, Hertha BSC und SV Hemelingen durchsetzen konnte, im Halbfinale aber gegen den späteren Sieger TSV Hüls ausschied.

### Tabelle
| Pl. | Verein                   | Sp. | S  | U  | N  | Tore    | Quote | Punkte |
| --- | ------------------------ | --- | -- | -- | -- | ------- | ----- | ------ |
| 1.  | Itzehoer SV              | 30  | 23 | 4  | 3  | 081:210 | 3,86  | 50:10  |
| 2.  | Heider SV                | 30  | 20 | 4  | 6  | 095:380 | 2,50  | 44:16  |
| 3.  | LBV Phönix               | 30  | 19 | 3  | 8  | 089:470 | 1,89  | 41:19  |
| 4.  | VfR Neumünster (M)       | 30  | 16 | 6  | 8  | 075:330 | 2,27  | 38:22  |
| 5.  | Flensburg 08             | 30  | 16 | 4  | 10 | 072:480 | 1,50  | 36:24  |
| 6.  | SV Friedrichsort         | 30  | 15 | 4  | 11 | 061:670 | 0,91  | 34:26  |
| 7.  | ATSV Lübeck (N)          | 30  | 13 | 4  | 13 | 055:580 | 0,95  | 30:30  |
| 8.  | TSV Lägerdorf            | 30  | 10 | 9  | 11 | 062:660 | 0,94  | 29:31  |
| 9.  | VfB Kiel                 | 30  | 9  | 10 | 11 | 069:720 | 0,96  | 28:32  |
| 10. | TSV Brunsbüttelkoog      | 30  | 9  | 8  | 13 | 060:560 | 1,07  | 26:34  |
| 11. | Gut-Heil Neumünster (N)  | 30  | 9  | 8  | 13 | 065:610 | 1,07  | 26:34  |
| 12. | Eckernförder SV          | 30  | 9  | 8  | 13 | 053:730 | 0,73  | 26:34  |
| 13. | FC Holstein Segeberg (N) | 30  | 10 | 6  | 14 | 053:790 | 0,67  | 26:34  |
| 14. | FC Kilia Kiel            | 30  | 8  | 8  | 14 | 043:680 | 0,63  | 24:36  |
| 15. | Fortuna Glückstadt       | 30  | 5  | 4  | 21 | 033:870 | 0,38  | 14:46  |
| 16. | Schleswig 06             | 30  | 2  | 4  | 24 | 029:121 | 0,24  | 08:52  |

| (M) | Meister der Landesliga Schleswig-Holstein 1952/53       |
| (A) | Absteiger aus der Oberliga Nord 1952/53                 |
| (N) | Aufsteiger in die Landesliga Schleswig-Holstein 1953/54 |

## Aufstiegsrunde zur Amateurliga Schleswig-Holstein 1954/55
An der Aufstiegsrunde nahmen die Meister der sechs Drittligastaffeln teil.
| Pl. | Verein                                | Sp. | S | U | N | Tore    | Punkte |
| --- | ------------------------------------- | --- | - | - | - | ------- | ------ |
| 1.  | FC Union Neumünster (Bezirksliga Ost) | 5   | 4 | 0 | 1 | 011:400 | 08:20  |
| 2.  | Union-Teutonia Kiel (Bezirksliga Ost) | 5   | 4 | 0 | 1 | 018:120 | 08:20  |
| 3.  | 1. FC Lola (Bezirksliga West)         | 5   | 3 | 0 | 2 | 011:110 | 06:40  |
| 4.  | Lübeck 1876 (Bezirksliga Süd)         | 5   | 2 | 0 | 3 | 011:800 | 04:60  |
| 5.  | TSV Kappeln (Bezirksliga Nord)        | 5   | 2 | 0 | 3 | 010:100 | 04:60  |
| 6.  | TSV Timmendorf (Bezirksliga Süd)      | 5   | 0 | 0 | 5 | 005:210 | 0:10   |